# Mohamed Trabelsi
Mohamed Trabelsi (7 gennaio 1968) è un ex calciatore tunisino, di ruolo difensore.

## Carriera

### Club
Ha sempre giocato nel campionato tunisino.

### Nazionale
Con la maglia della Nazionale ha collezionato 6 presenze.